# Данилин, Алексей Олегович
Алексе́й Оле́гович Дани́лин (род. 1980, Москва) — российский радиоведущий и журналист, продюсер, директор эфира.

## Биография
Начинал карьеру на радио в 1998 году ведущим радиостанции Спорт FM, входившей в холдинг «Медиа-Мост». Далее последовало сотрудничество с редакцией Всесоюзного «Радио-1», где Алексей работал ведущим программ, вел круглые столы с участием первых лиц российской политики, науки, культуры. Среди проектов, в которых участвовал Алексей Данилин — Хит FM, Радио Disco (в н.в. Юмор FM), Радио Культура, Европа плюс.
В 2005 году Алексей комментировал для Радио России конкурс «Евровидение» в Киеве.
В 2008 году А.Данилин назначен директором эфира, руководителем Службы информации музыкального проекта ИД «КоммерсантЪ» — NewTone FM 93,6. Год спустя Алексей становится генеральным продюсером «Первого популярного» радио 102,5.
В декабре 2010 «Первое Популярное» проводит первый в истории России Международный радио-марафон «Стоп СПИД», в котором приняли участие Владимир Познер, Анна Курникова, Эвелина Хромченко, Леонид Рошаль и другие известные персоны.
В мае 2011 года сразу два проекта «Первого Популярного» стали финалистами национальной премии «Радиомания».
С 2013 года Алексей Данилин занимался развитием форматов радиостанций «Весна FM», «Восток FM» и «Столица FM» в должности программного директора.
В октябре 2015 состоялся перезапуск в информационном формате петербургской радиостанции «Радио Балтика», где Алексей занимает должность заместителя главного редактора.
- Sport FM (Медиа-Мост) — журналист, ведущий эфира
- Радио-1 — и. о. программного директора, ведущий программ
- Хит FM — диджей, ведущий музыкальных программ
- Радио Disco (в н.в. Юмор FM) — диджей, ведущий музыкальных программ
- Радио Культура — журналист, ведущий новостей, специальный корреспондент
- Европа плюс — журналист, ведущий новостей
- NewTone FM 93,6 — журналист, директор эфира, руководитель Службы информации
- Первое популярное радио 102,5 — генеральный продюсер радиостанции
- Весна FM 94,4,Восток FM 94,0 — программный директор
- Радио Балтика 104,8 (Санкт-Петербург) — заместитель главного редактора